# St. Alexander (Ofterschwang)

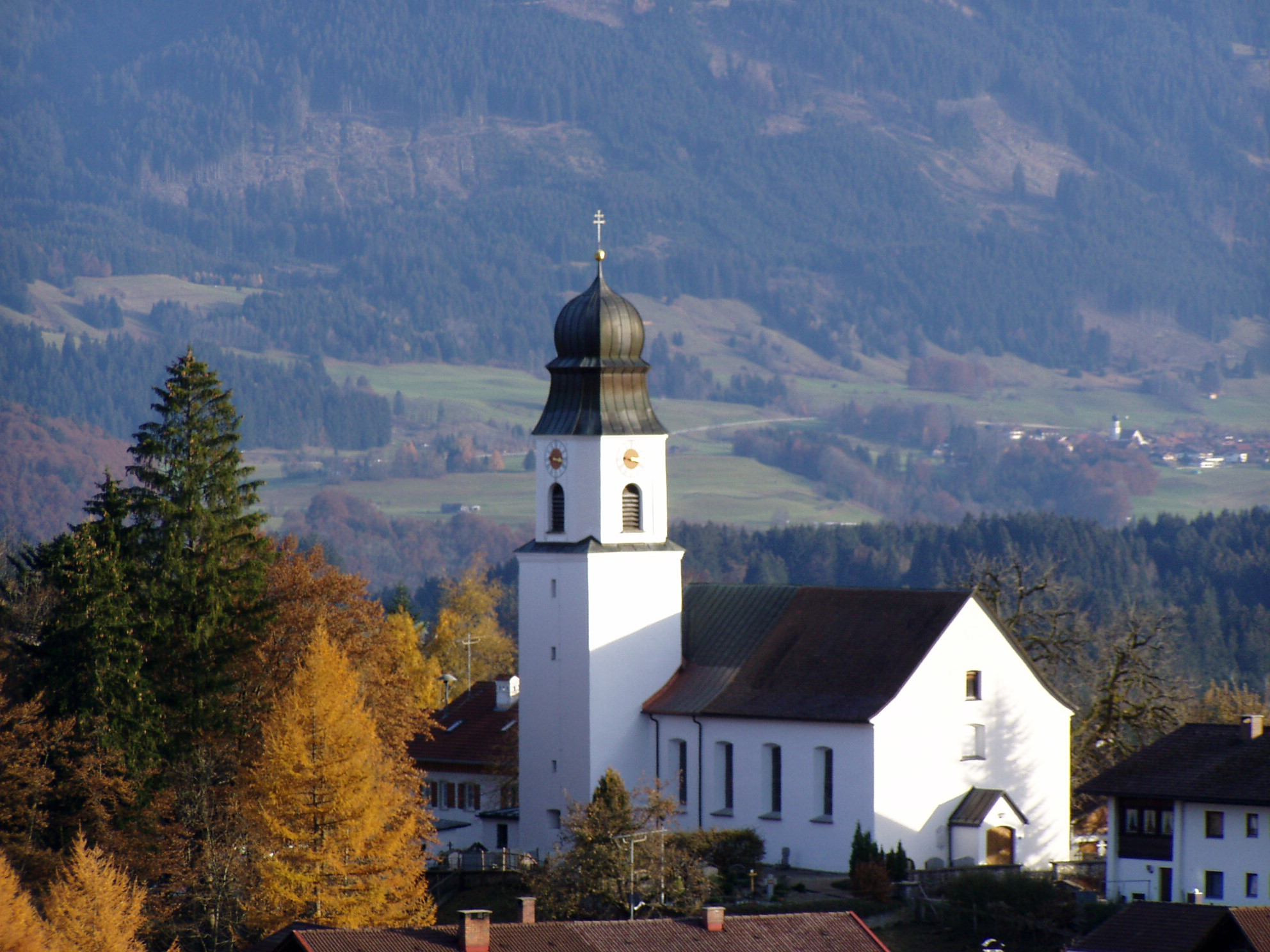
St. Alexander von Nordwesten

St. Alexander ist die katholische Pfarrkirche von Ofterschwang, einer Gemeinde im schwäbischen Landkreis Oberallgäu (Bayern).

## Geschichte und Beschreibung
Eine erste Kirche bekam Ofterschwang wohl um 1190. Diese mittelalterliche Kirche wurde vom Kloster Ottobeuren angelegt. Aus dem Jahr 1351 ist ein Zeugnis überliefert, nach dem damals die Herren von Heimenhofen den Ofterschwanger Kirchsatz erhielten, für 1353 ist belegt, dass Ofterschwang eine eigene Pfarrei im Kapitel Stiefenhofen bildete. 1508 vereinigte man Ofterschwang und Obermaiselstein zu einer Pfarrei, was wohl bald zu Zwistigkeiten wegen der Gottesdiensttermine und -orte führte. 
1758 erhielt Franz von Königsegg eine Bittschrift, in der darauf hingewiesen wurde, wie ungünstig die Zusammenlegung der Pfarreien Obermaiselstein und Ofterschwang gewesen war: Die Bewohner der Orte litten unter dem weiten Weg in die Kirche, der besonders bei schlechten Wetterverhältnissen zu „unerträglichen Leidfällen“ führe. Daraufhin wurden die beiden Pfarreien wieder getrennt.
Schon drei Jahre vor dieser Entscheidung war am 7. Juni 1755 mit dem Bau des spätbarocken Nachfolgers der mittelalterlichen Kirche begonnen worden. Dieses Gotteshaus hat einen Turm mit abgeschrägten Ecken und Rundbogenschallöffnungen im Obergeschoss unter einer abgesetzten Zwiebelhaube. Es wurde in den folgenden fünf Jahren bis 1760 errichtet; der erste Gottesdienst in der neuen Kirche fand aber schon am 24. Oktober 1756 statt. Im Chorbogen der Kirche ist ein stuckiertes Allianzwappen des Grafen Franz Hugo von Königsegg und der Gräfin Maria Franziska von Hohenzollern angebracht. Dieses auf 1756 datierte Wappen lässt darauf schließen, dass der Landesherr sich am Neubau der Kirche beteiligte.
Errichtet wurde die Kirche aus rohen Backsteinen; den Sand für den Kirchenbau bezog man wahrscheinlich aus der näheren Umgebung, da hier der Flurname „Sandacker“ zu finden ist. Am 19. Juli 1760 war der Kirchturm bereits 60 Fuß hoch, was durch einen Eintrag im Sterbebuch des Pfarramtes belegt ist: Der Handwerker Johann Burger stürzte damals von dem Turm in den Tod.
Weihbischof Franz Karl Fugger von Kirchberg und Weißenhorn weihte die Kirche wenige Tage später, am 23. Juli 1760. Die Pfarrei wurde damals – von 1757 bis 1811 – von Pfarrer Jakob Christoph Weigele betreut.
Die Kirche wurde seit den Tagen ihrer Erbauung mehrmals verändert: 1828 wurde ein neuer Glockenstuhl in den Kirchturm eingebaut. Zimmermeister Josef Böck aus Ofterschwang wurde mit dieser Arbeit beauftragt. 1846 wurde im Zuge einer Renovierung der Außenputz erneuert, 1860 ein Bodenbelag aus Solnhofener Schiefer verlegt und 1864 der Chor samt Choraltar restauriert. 1896 wurde die Kirche von innen restauriert und ausgemalt, doch das Deckenfresko im Mittelfeld des Langhauses stammt aus dem 20. Jahrhundert: Es wurde 1944 von Alois Miller geschaffen und stellt den heiligen Alexander vor Gericht dar. 1976 folgte eine weitere Innenrenovierung, danach eine Außenrenovierung. In den Jahren 1980 bis 1983 wurden Sakristei und Vorzeichen angebaut und der Friedhof durch Verlegung von Pflastersteinen besser an die Kirche angebunden. 1985 erfolgte noch ein Umbau der Orgel. Die Maßnahmen ab 1976 gingen vor allem auf die Initiative des Pfarrers im Ruhestand Franz-Xaver Langhans zurück, der 1993 deshalb zum Ehrenbürger ernannt wurde und später ein Priestergrab auf dem Ofterschwanger Friedhof erhielt.

## Ausstattung
Die Altäre und die Kanzel stammen noch aus der Zeit des Pfarrers Weigele. Der Hauptaltar ist mit glatten Säulen und einer barocken Bekrönung versehen und besitzt außerdem eine plastische Bildgruppe. Das Hauptgemälde des Altars war früher auswechselbar; es standen ein Bild Alexanders und eine Verkündigung Mariä zur Verfügung. Mittlerweile wird nur noch letztere genutzt.
Die Skulpturen in der Kirche stellen die Kirchenväter Ambrosius, Augustinus, Gregor und Hieronymus dar.

### Geläut
St. Alexander war ursprünglich wohl mit zwei Glocken versehen, die aber beide während des Trauerläutens nach dem Tod des Königs Maximilian I. Risse bekamen und nicht mehr genutzt werden konnten. Man entlehnte daraufhin zunächst die Glocke der Kapelle in Sigiswang, die aber wegen ihrer geringen Größe ihren Zweck im Ofterschwanger Kirchturm nicht befriedigend erfüllte. Mehrere Eingaben zur Bereitstellung von Mitteln für die Beschaffung neuer Glocken wurden abschlägig beschieden. Daraufhin beschlossen die Ofterschwanger, ihren Vorsteher Joseph Hatt ins Lechtal zu entsenden, wo er das Geld für ein neues Geläute zusammenbetteln sollte. Dort ließen sich damals relativ leicht Kredite beschaffen, weil einige Lechtaler, die in die Fremde gezogen waren, die Goldschätze aus einem gestrandeten Schiff mit heimgebracht hatten.
Hatts Mission hatte Erfolg: 1828 konnten bei Ignaz Beck in Augsburg drei neue Glocken in Auftrag gegeben werden. Eine vierte wurde 1890, ebenfalls in Augsburg, von Fritz Hamm gegossen. Finanziert wurde diese vierte Glocke durch eine Stiftung von Joseph Bader aus Sigiswang.
Diese vier Glocken aus dem 19. Jahrhundert wurden im Ersten Weltkrieg eingeschmolzen und 1922 durch vier neue Glocken ersetzt. Auch der Zweite Weltkrieg forderte aber seinen Tribut: 1942 wurden drei der vier Glocken eingeschmolzen, nur die größte, St. Ulrich geweiht, blieb erhalten. Die anderen drei Glocken wurden 1949 ersetzt. Die neuen Glocken wurden bei Engelbert Gebhardt in Kempten gegossen. Sie sind jeweils mit Reliefs verziert, eine trägt die Verkündigung Mariä und den Text „Ave Maria“, eine das Bild eines Engels und die Aufschrift „Bitte, hl. Schutzengel, beschütze Groß und Klein“ und eine die Darstellung des auferstandenen Christus sowie die Widmung „Den Opfern des Zweiten Weltkrieges“. Die St.-Ulrichs-Glocke von 1922 zeigt den gekreuzigten Christus und trägt die Aufschrift „Ofterschwanger, gedenkt Eurer im Weltkriege 1914–1918 gefallenen 40 Heldensöhne“.